# Jahshaka
Jahshaka ist eine freie und plattformunabhängige Video-Software zur Bearbeitung von Videos. Jahshaka 2.0.0 hat im Jahr 2013 das Betastadium verlassen und ist als Release verfügbar. Es unterstützt eine große Palette von Echtzeit-Effekten und ab der Version 2 liegt nun auch das angekündigte nichtlineare Videoschnittsystem vor.  Jahshaka verwendet die Bibliothek Qt. Kommerzielle Konkurrenten sind Newteks Video Toaster und Pinnacle Liquid Edition. Durch OpenGL und OpenML ist Jahshaka einfach auf andere Plattformen zu portieren.
Jahshaka ist unter der GNU General Public License freigegeben und wurde maßgeblich von Jah Shaka, der mit bürgerlichem Namen Karsten Becker heißt, entwickelt. Jah Shaka wurde in Kingston (Jamaika) geboren, war Verkäufer von SGI-Systemen und hat sich nun der Programmierung verschrieben.
Am 10. Februar 2009 gaben die Entwickler bekannt, das Projekt unter dem Namen Cinefx weiterlaufen zu lassen.
Nach einer längeren Pause wollen die Entwickler von Jahshaka nun Version 3 angehen.
Ein Veröffentlichungstermin steht derzeit noch nicht fest (Stand: Oktober 2016).